# LabelFlash

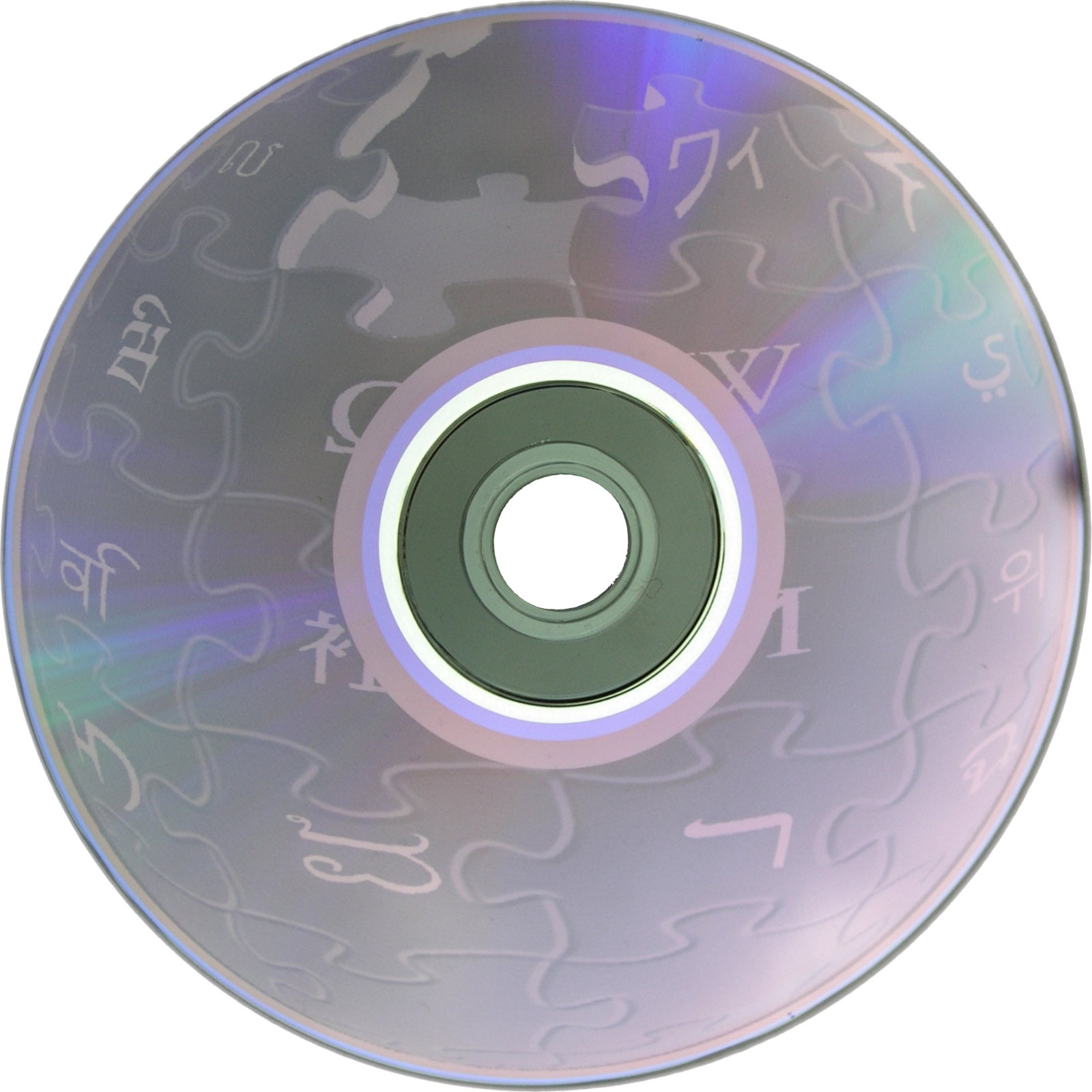
Диск Labelflash с нанесённой эмблемой Википедии

Labelflash — технология, позволяющая наносить свои рисунки на записываемые DVD. Была представлена фирмой NEC в декабре 2005. Данная технология напоминает LightScribe, ранее разработанную Hewlett-Packard, но не совместима с ней. В отличие от последней, на дисках LabelFlash поверхность для нанесения рисунка имеет тёмно-синий цвет, светлеющий под воздействием лазера.
- Длина волны лазера, наносящего рисунок ~ 655 нм.
- Разрешение до 1000 dpi.
- Используется 256 градаций цвета.
- В зависимости от разрешения процесс нанесения рисунка может занимать более 20 мин[1].
- Для нанесения рисунка на обратную сторону диска требуется наличие специального покрытия.

Приводы с поддержкой LabelFlash обеспечивают также нанесение изображения на рабочую поверхность (с потерей соответствующей части полезной ёмкости) — только на диски DVD-R и DVD+R. Эта технология является частью LabelFlash и называется DiscT@2 (disc-tattoo). DiscT@2 изобретена и представлена компанией Yamaha в 2001 для CD-R дисков. С 2003 Yamaha не выпускает компьютерные приводы. Запатентованная технология DiscT@2 была продана и доделана для поддержки DVD±R дисков как часть технологии LabelFlash. Для нанесения изображения на рабочую поверхность подходит любой диск DVD±R, но надо учитывать, что технология DiscT@2 требует финализированный диск, поэтому что-либо дописывать на него не получится.
Таким образом, LabelFlash - это, кроме, собственно, LabelFlash, еще и DiscT@2 для DVD±R. LabelFlash татуирует специальные диски на нерабочей стороне, а DiscT@2 любые DVD±R диски на рабочей поверхности.
LabelFlash и DiscT@2 для CD-R недоступны. Татуировать CD-R диски могут только последние модели привода F1 от компании Yamaha.
LightScribe не позволяет татуировать диски на рабочей стороне и требует только специальные LightScribe- подготовленные диски.

## Программное обеспечение с поддержкой LabelFlash
LabelFlash Index Maker (утилита исключительно для нанесения изображений LabelFlash. Freeware)

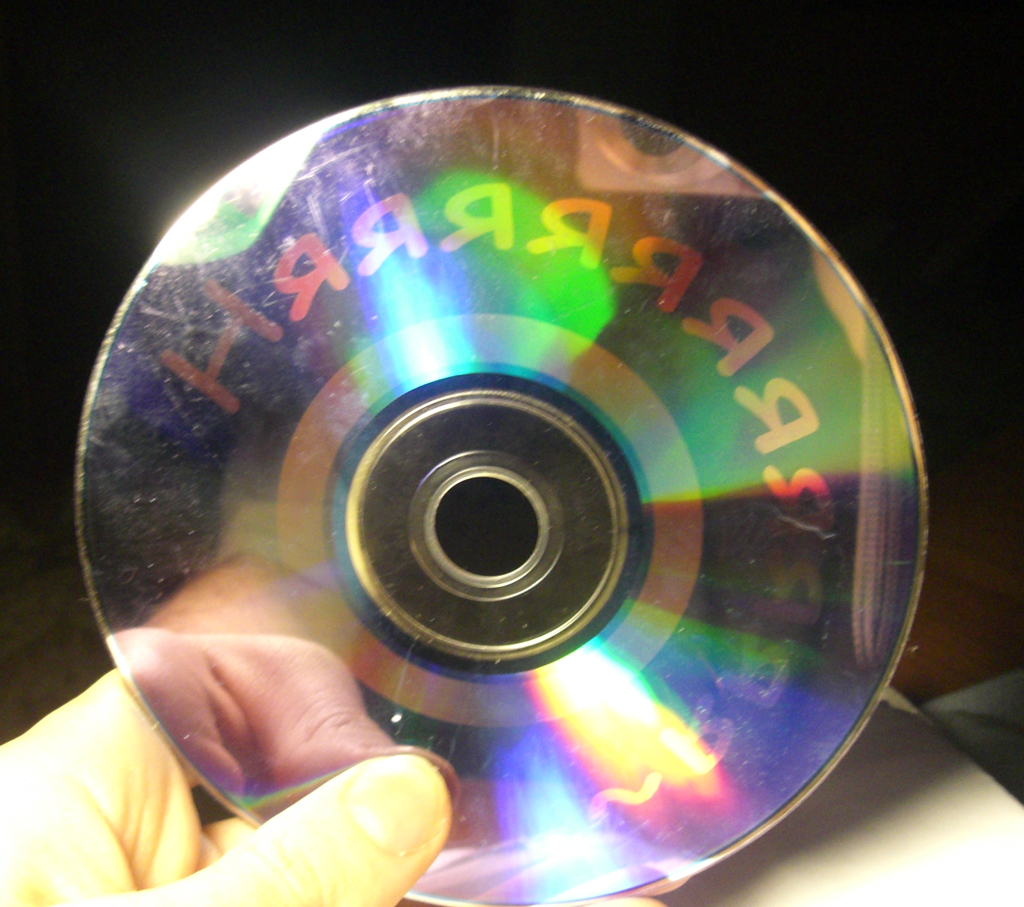
Обычный DVD-R диск с нанесенным текстом на рабочей поверхности

Nero 7.0.8.2 Premium (и версии выше) и OEM версии (начиная с 6.6.1.3), поставляемые с приводами. (Интегрированный пакет для записи дисков различных форматов. Shareware)
Ulead DVD MovieFactory 5 Plus (Интегрированный пакет DVD-авторинга. Shareware)
CyberLink LabelPrint 2 Архивная копия от 16 ноября 2006 на Wayback Machine (Утилита для печати этикеток и обложек на диски. Shareware.)
Disc Cover (Утилита для печати этикеток и обложек для платформы Mac. Shareware.)

## Аппаратура
Приводы NEC ND-3550A, ND-3551A, ND-4550A, & ND-4551A DVD имеют сходное устройство, но только ND-3551A, ND-4571A и ND-4551A продаются с поддержкой LabelFlash. Перепрошив загрузчик от xxx0-моделей кодом от xxx1, можно получить в них поддержку LabelFlash.
Pioneer DVR-111D, DVR-111L, DVR-111, и DVR-A11XL тоже основаны на одной начинке, но лишь DVR-111L продаётся с поддержкой LabelFlash. Перепрошить эти приводы можно прошивкой от Buffalo. Это те же прошивки Pioneer 1.xx, но с поддержкой LabelFlash и нумеруются они как 8.xx. А также привод Pioneer DVR-221 LBK с поддержкой LabelFlash.
Обладатели ASUS DRW-1608P3S также могут получить поддержку LabelFlash, перепрошив свой привод в PIONEER DVR-111L (собран на чипе NEC-D63645AGM). Это возможно из-за того, что привод ASUS является «перемаркированным» PIONEER’ом.
Появление фирмы Optiarc (альянс фирм Sony и NEC, специализирующийся на производстве оптических дисководов) отразилось на рынке предлагаемых устройств с поддержкой технологии LabelFlash. Первенцем стал Optiarc AD-7173A. Модель внешне (да и не только) напоминает приводы NEC, участие Sony непосредственно в разработке AD-7173A вызывает сомнения. В модели Optiarc 7170A(S) можно добавить поддержку LabelFlash, перепрошив их в 7173A(S).

## Диски
На данный момент компания Fujifilm выпускает диски[уточнить], поддерживающие технологию LabelFlash.